# Bordaj
Bordaj se numește învelișul exterior, metalic sau lemnos, al scheletului unei nave, ambarcațiuni sau al oricărui mijloc de navigație. 
. 
Bordajul poate fi: 
- bordaj simplu;
- bordaj dublu (compus din bordaj exterior și bordaj interior).

Ca urmare a măsurilor de siguranța navigației și de protecție a mediului, impuse de Organizația Maritimă Internațională, companiile de construcții de nave au fost obligate să renunțe la tancurile petroliere cu bordaj simplu și să le înlocuiască cu altele mai sigure, cu bordaj dublu.  Bordajul dublu este folosit la navele mari, având rolul de a asigura rigidizarea corpului navei la solicitările de încovoiere și torsiune. 
Ordinul nr. 1518 din 15/12/2008, publicat în Monitorul Oficial nr. 10 din 07/01/2009, reglementează acceptarea Standardelor și criteriilor aplicabile construcției bordajului vrachierelor cu simplu bordaj, adoptate de Organizația Maritimă Internațională prin Rezoluția MSC.168 (79) a Comitetului Securității Maritime din 9 decembrie 2004.
Partea de bordaj care se ridică peste puntea superioară poartă denumirea de parapet.